# Мурашниця гірська
Мурашниця гірська (Grallaria quitensis) — вид горобцеподібних птахів родини Grallariidae.

## Поширення
Вид поширений в Колумбії, Еквадорі та Перу. Його природне середовище проживання — субтропічні або тропічні вологі гірські ліси.

## Опис
Його довжина становить від 16 до 18 см. Оперення верхньої частини коричневе або оливково-буре, світліше в ділянці ока і горла; оперення нижніх частин коричнево-жовте.

## Підвиди
- Grallaria quitensis alticola Todd, 1919 — Східні Анди Колумбії
- Grallaria quitensis quitensis Lesson, 1844 — Центрально-Колумбійські Анди на південь через Еквадор на крайню північ Перу.
- Grallaria quitensis atuensis Carriker, 1933 — Центральні Анди на півночі Перу.